# ゴム状態
ゴム状態（ゴムじょうたい、英: rubber）とは固体がゴム弾性（エントロピー弾性）を持っている状態である。物理学的には、弾性限界が高く、弾性率が低い状態と言える。

## 概要
粘弾性を持ち、一定の範囲において外力を与えると変形するが、高い内部応力によって形状を復元される状態を指す。
この状態では広い応力範囲でフックの法則に従う。ミクロ的には、多数の架橋点の間が柔軟なひも状の分子で結合された網目構造の場合に、ある温度範囲でゴム状態となる。ゴム状態となる物質には、天然ゴムや合成ゴムなどの網目状高分子、プラスチックなどの鎖状の合成高分子、硫黄などがある。

## ゴム弾性の特徴
ゴム弾性体は次のような特徴を持つ。
- 常温での弾性率（ヤング率）は約1～10 MPaで金属やガラスの1万分の1～10万分の1程度である。
- わずかな応力で元の長さの数倍も伸びて破断することがなく、しかも外力を除くとほとんど瞬間的にもとに戻る。
- 一定長さでの応力は、すなわち弾性率は絶対温度に比例する（メイヤー－フェリーの実験）。
- 一定張力下では温度の上昇により長さが縮み，また断熱的に伸ばすと発熱する（Gough–Joule effect）。

## 架橋点
ゴム状態となる網目構造は長い鎖状高分子が架橋したものだが、架橋点には鎖状高分子同士が共有結合した化学架橋と、それ以外の物理架橋がある。物理架橋には、分子鎖の絡み合いによる架橋と、分子鎖の一部の結晶化などにより生成した微少な固体相（結晶相、非晶相）による架橋がある。共有結合で架橋したゴムは、化学変化しない限りはどんな高温でも流動化しない。だが、絡み合い架橋によるゴムは温度が上がると架橋点で分子鎖がすべるようになり流動性が出る。結晶化による架橋点は結晶の融点以上になれば消失する。イオン結合や水素結合による架橋も温度が上がれば固定されずに流動化する。
ゴム材料の特性改善のために微少な固体材料を混合することがあり、この固体材料をフィラーと呼ぶ。多数の分子鎖がフィラーに結合して一種の架橋点となることでゴムの特性に影響することが多い。

## 温度変化

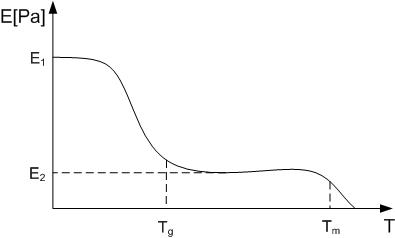
ガラス転移点T_{g}と融点T_{m}の間でゴム状態となる物質の弾性率Eの温度変化

分子鎖の絡み合いによる架橋からなるゴムは、高温から低温になるに従い、液体＞ゴム状態＞ガラス状態、という変化をする。高温では架橋点で分子鎖がすべるようになり通常の低分子液体と同様に分子同士の位置が自由に変化でき流動性がある。だが、絡み合い架橋点では鎖状分子の長軸に対して横方向への運動が妨げられ、長軸に沿った運動（レプテーション）のみが許されるために、低分子液体とは異なる挙動も示す。低温側のガラス転移点以下では鎖状部分の運動も非常に遅くなり、全ての部分がその位置で熱振動を行うだけのガラス状態となる。

## 膨潤
ゴム状態の固体を架橋点の間の鎖状分子ユニットと親和性のある溶媒と接触させると、溶媒を吸収して体積が増す膨潤現象を起こす。溶媒を含んだゴム状態はゲル状態のひとつである。

## 理論
ゴム弾性を説明するための理論として、以下のものなどがある。
- ボルツマンの重畳原理[4][5][6]
- Kuhnの統計力学[7][8][9]
- Mooney-Rivlinのひずみエネルギー関数[10][11][12]
- Treloarの逆ランジュバン関数[13][14][15]